# Aleksandr Barysjnikov
Aleksandr Georgijevitsj Barysjnikov (Russisch: Александр Георгиевич Барышников) (Chlya, 11 november 1948 – Sint-Petersburg, 15 september 2024) was een atleet uit de Sovjet-Unie, die zich vooral had toegelegd op het kogelstoten. Hij was de eerste kogelstoter die de draaitechniek gebruikte. Hij nam driemaal deel aan de Olympische Spelen en veroverde bij die gelegenheden eenmaal een zilveren en eenmaal een bronzen medaille. 

## Loopbaan
De door Barysjnikov toegepaste draaitechniek werd uitgevonden door zijn coach. Deze techniek werd in latere jaren door verschillende wereldtoppers gebruikt. 
Barysjnikov werd in 1976 de eerste kogelstoter die 22 meter stootte, een verbetering van het wereldrecord met vijftien centimeter. Een maand later waren de Olympische Spelen van Montreal. Hij won daar een bronzen medaille. Vier jaar later verbeterde hij deze prestatie door op de Olympische Spelen van Moskou de zilveren medaille te veroveren. Acht jaar eerder had hij ook al deelgenomen aan de Olympische Spelen van München, maar toen had hij zich niet kunnen kwalificeren voor de finale.
Bij de Europese kampioenschappen van 1974 was Barysjnikov vierde geworden, bij die van 1978 veroverde hij het zilver. Op de Europese indoorkampioenschappen won hij in 1976 brons, in 1983 zilver.
Barysjnikov veroverde in totaal zes Sovjettitels, waarvan vier outdoor en twee indoor.
Hij trainde in Sint-Petersburg.
Barysjnikov overleed op 15 september 2024 op 75-jarige leeftijd.

## Titels
- Sovjet-kampioen kogelstoten - 1972, 1973, 1974, 1978
- Sovjet-indoorkampioen kogelstoten - 1975, 1978

## Persoonlijk record
| Onderdeel   | Prestatie       | Datum        | Plaats |
| ----------- | --------------- | ------------ | ------ |
| kogelstoten | 22,00 m (ex-WR) | 10 juli 1976 | Parijs |

## Palmares

### Kogelstoten
- 1972:  Sovjet-kamp. - 19,68 m
- 1972: 10e in kwal. OS - 18,65 m
- 1973:  Sovjet-kamp. - 19,77 m
- 1974:  Sovjet-kamp. - 20,32 m
- 1974: 4e EK - 20,13 m
- 1975:  Sovjet-indoorkamp. - 20,16 m
- 1976:  EK indoor - 20,02 m
- 1976:  OS - 21,00 m
- 1978:  Sovjet-indoorkamp. - 20,43 m
- 1978:  Sovjet-kamp. - 20,55 m
- 1978:  EK - 20,68 m
- 1980:  OS - 21,08 m
- 1983:  EK indoor - 20,44 m